# 1746 az irodalomban
Az 1746. év az irodalomban.

## Új művek

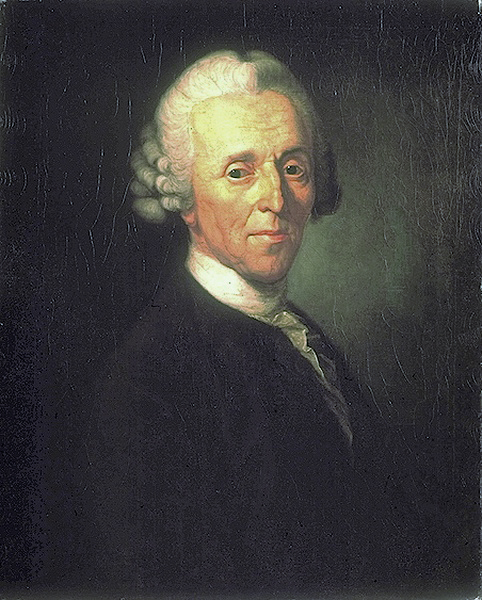
Christian Fürchtegott Gellert

- Christian Fürchtegott Gellert német mesegyűjteménye: Fabeln und Erzählungen (Mesék és elbeszélések). Két kötet, a második kötet 1748-ban jelent meg.
- Étienne Bonnot de Condillac: Essai sur l’origine des connaissances humaines (Értekezés az emberi ismeretek eredetéről).
- Luc de Clapiers de Vauvenargues filozófiai esszéje: Introduction à la connaissance de l’esprit humain (Bevezetés az emberi elme ismeretébe).
- Bod Péter: Szent irás' értelmére vezérlő magyar leksikon, mellyben a szent irásban elő-forduló példázolások (typusok) és ábrázolások (emblemák) lelki értelmek szerént rövideden ki-világosíttatnak; sok dolgok a sidó régiségekből ki-magyaráztatnak: És így a szent irást isteni félelemmel érteni kivánó kegyes olvasók jó szándékjokban felsegittetnek.
- Bemutatják Carlo Goldoni a Két úr szolgája (Il servitore di due padroni) című vígjátékát.

## Születések
- január 25. – Félicité de Genlis francia írónő († 1830)
- szeptember 3. – Friedrich Wilhelm Gotter német drámai költő († 1797)

## Halálozások
- december 9. – Carl Gyllenborg svéd államférfi és költő (* 1679)